# Sulawesiboszanger
De sulawesiboszanger (Phylloscopus nesophilus) is een endemische vogelsoort uit de familie van de Phylloscopidae. 

## Verspreiding en leefgebied
Het is een vogel van tropische bergbossen in noordelijk, centraal en zuidoostelijk Sulawesi. De soort is onderdeel van een complex van nauw verwante soorten in vergelijkbaar habitat waartoe ook de lompobattangboszanger (P. sarasinorum), bergboszanger (P. trivirgatus), luzonboszanger (P. nigrorum), Timorese boszanger (P. presbytes), papoeaboszanger (P. poliocephalus) en de San-Cristobalboszanger (P. makirensis) behoren.

## Status
De grootte van de populaties is niet gekwantificeerd, maar de vogel wordt als algemeen tot talrijk voorkomend in geschikt habitat bevonden. Om deze reden staat deze boszanger als niet bedreigd op de Rode Lijst van de IUCN. 